# Norbert et Jean : Le Défi
 (mars 2022).
 (mars 2022).
- Si vous ne connaissez pas le sujet, laissez ce bandeau (vous pouvez alors contacter les auteurs).
- Si vous supprimez le contenu mis en cause (vous pouvez préalablement contacter les auteurs),

argumentez précisément cette suppression dans la page de discussion
(un manque de référence n'est pas un argument ; une recherche réelle de référence doit avoir été effectuée, être formellement documentée).
Norbert et Jean : Le Défi est une émission de télévision française, de type téléréalité, d'une durée de 52 minutes, diffusée sur les chaînes de télévision 6ter et M6 du 14 décembre 2012 au 6 juin 2014.

## Principe
Norbert et Jean sont deux amis révélés par l’émission de télévision Top Chef, et plus particulièrement la saison 3 de Top Chef, dont ils ont été des candidats emblématiques. À chaque épisode, ils doivent relever un défi que leur lance un apprenti cuisinier. Pour relever ce défi, ils se rendent chez cette personne et l'aident à préparer un repas qu'ils auront élaboré auparavant afin de relever ce défi. Les défis proposés sont souvent peu ordinaires, loufoques et amusants.

## Diffusion
L'émission est diffusée en inédit les vendredi à 20h45 sur 6ter, puis rediffusée sur M6 le samedi à 10 h 30 et 11 h 35.
L'émission s'arrête en 2014 après quatre saisons et cinquante-sept épisodes.

## Épisodes

### Saison 1: 2012-2013
La saison 1 est diffusée du 14 décembre 2012 au 23 mars 2013.
| no | Défis                                                                               | Date de première diffusion sur 6ter | Date de première rediffusion sur M6 |
| -- | ----------------------------------------------------------------------------------- | ----------------------------------- | ----------------------------------- |
| 1  | Créer des plats gastronomiques uniquement à base des restes de la veille !          | 14 décembre 2012                    | 15 décembre 2012                    |
| 2  | Faire manger à des enfants des ingrédients qu'habituellement ils détestent !        | 14 décembre 2012                    | 23 février 2013                     |
| 3  | Réaliser un menu gastronomique uniquement à base d'œufs !                           | 14 décembre 2012                    | 9 février 2013                      |
| 4  | Réaliser un repas de Noël gastronomique pour moins de 5 euros par personne !        | 21 décembre 2012                    | 22 décembre 2012                    |
| 5  | Détourner les grands classiques de la pâtisserie pour en faire des desserts salés ! | 21 décembre 2012                    | 5 janvier 2013                      |
| 6  | Réaliser un cocktail dinatoire d'exception uniquement avec les produits du placard  | 28 décembre 2012                    | 29 décembre 2012                    |
| 7  | Faire manger à toute une cantine scolaire les aliments les plus détestés            | 4 janvier 2013                      | 12 janvier 2013                     |
| 8  | Cuisiner les plats d'hiver mais version light !                                     | 11 janvier 2013                     | 16 février 2013                     |
| 9  | Préparer un menu light pour 4 amies fan de junk food !                              | 18 janvier 2013                     | 19 janvier 2013                     |
| 10 | Révolutionner les grands classiques de la cuisine de nos grands-mères               | 25 janvier 2013                     | 26 janvier 2013                     |
| 11 | Réaliser un menu féérique pour la déclaration de toute une vie                      | 1er février 2013                    | 2 février 2013                      |
| 12 | Best Of                                                                             | 22 mars 2013                        | 23 mars 2013                        |

### Saison 2: 2013
La saison 1 est diffusée du 29 mars 2013 au 29 juin 2013.
| no | Défis | Date de première diffusion sur 6ter | Date de première rediffusion sur M6 |
| -- | --- | ----------------------------------- | ----------------------------------- |
| 13 | Faire un repas complet à base de poisson pour une famille qui déteste ça                                       | 29 mars 2013                        | 30 mars 2013                        |
| 14 | Révolutionner les plats de pâtes traditionnelles pour une tablée d'italiens !                                  | 5 avril 2013                        | 6 avril 2013                        |
| 15 | Réaliser un menu chaud d'exception sans aucun moyen de cuisson traditionnel                                    | 12 avril 2013                       | 13 avril 2013                       |
| 16 | Créer un menu gastronomique pour adultes avec les produits préférés des enfants ! par juliette 12 ans Lilloise | 19 avril 2013                       | 20 avril 2013                       |
| 17 | Réaliser un goûter d'anniversaire féerique uniquement à base de légumes !                                      | 26 avril 2013                       | 27 avril 2013                       |
| 18 | Révolutionner les plats bretons traditionnels                                                                  | 3 mai 2013                          | 4 mai 2013                          |
| 19 | Réaliser un menu 3 étoiles uniquement avec des restes qui finissent habituellement à la poubelle !             | 10 mai 2013                         | 11 mai 2013                         |
| 20 | Révisiter les plats de l'enfance de nos grand-mères !                                                          | 17 mai 2013                         | 18 mai 2013                         |
| 21 | Créer de magnifiques pâtisseries mais version allégée !                                                        | 24 mai 2013                         | 25 mai 2013                         |
| 22 | Réaliser des plats d'exception en moins de 10 minutes chacun !                                                 | 31 mai 2013                         | 1er juin 2013                       |
| 23 | Faire manger à des anglais des plats typiquement français qu'ils détestent habituellement                      | 7 juin 2013                         | 8 juin 2013                         |
| 24 | Réaliser le menu gastronomique d'un anniversaire de mariage pour moins de 5 euros par personne !               | 14 juin 2013                        | 15 juin 2013                        |
| 25 | Métamorphoser un seul et unique produit en plats d'exception !                                                 | 21 juin 2013                        | 22 juin 2013                        |
| 26 | Transformer des plats typiques de la restauration rapide en plats gastronomiques !                             | 28 juin 2013                        | 29 juin 2013                        |

### Saison 3: 2013
La saison 3 est diffusée à partir du 6 septembre 2013.
| no | Défis                                                                                      | Date de première diffusion sur 6ter | Date de première rediffusion sur M6 |
| -- | ------------------------------------------------------------------------------------------ | ----------------------------------- | ----------------------------------- |
| 27 | Réaliser un cocktail dinatoire surprenant pour moins de 10 euros par personne !            | 6 septembre 2013                    | 21 septembre 2013                   |
| 28 | Les meilleurs astuces de Norbert et Jean                                                   | 6 septembre 2013                    | 13 juillet 2013                     |
| 29 | Réaliser un menu gastronomique uniquement à base de pommes de terre                        | 13 septembre 2013                   | 28 septembre 2013                   |
| 30 | Revisiter les plats préférés des enfants version gastro !                                  | 20 septembre 2013                   | 7 septembre 2013                    |
| 31 | Révolutionner les plats traditionnels niçois                                               | 27 septembre 2013                   | 5 octobre 2013                      |
| 32 | Bluffer mes proches avec l'aliment qu'ils détestent le plus au monde : le fromage !        | 4 octobre 2013                      | 12 octobre 2013                     |
| 33 | Révolutionner les recettes à base d'œufs auprès d'un jury d'experts : des culturistes !    | 11 octobre 2013                     | 19 octobre 2013                     |
| 34 | Réaliser un menu hors du commun où chaque plat doit se transformer comme par magie !       | 18 octobre 2013                     | 26 octobre 2013                     |
| 35 | Revisiter un plateau télé en remplaçant la junk food par des produits frais                | 25 octobre 2013                     | 2 novembre 2013                     |
| 36 | Réaliser un buffet d'Halloween, uniquement à partir de citrouilles                         | 1er novembre 2013                   | 9 novembre 2013                     |
| 37 | Réaliser un menu gastronomique à partir d'un sachet de riz !                               | 8 novembre 2013                     | 16 novembre 2013                    |
| 38 | Réaliser un déjeuner d'exception à déguster sans couverts, avec les doigts !               | 15 novembre 2013                    | 23 novembre 2013                    |
| 39 | Cuisiner la totalité d'un poulet sans les cuisses et les blancs !                          | 22 novembre 2013                    | 30 novembre 2013                    |
| 40 | Réaliser un menu d'exception avec un simple plateau de crudités                            | 29 novembre 2013                    | 7 décembre 2013                     |
| 41 | Réaliser un menu festif pour plus de 10 convives à moins de 4 euros par personne           | 6 décembre 2013                     | 14 décembre 2013                    |
| 42 | Révolutionner les plats espagnols auprès d'un jury d'experts : des Ibériques pure souche ! | 13 décembre 2013                    | 4 janvier 2014                      |
| 43 | Revisiter les grands classiques du petit déjeuner                                          | 20 décembre 2013                    |                                     |

### Saison 4: 2014
La saison 4 est diffusée à partir du 21 mars 2014.
| no | Défis                                                                          | Date de première diffusion sur 6ter | Date de première rediffusion sur M6 |
| -- | ------------------------------------------------------------------------------ | ----------------------------------- | ----------------------------------- |
| 44 | Revisiter en public des recettes typiques du nord de la France                 | 21 mars 2014                        | 17 mai 2014                         |
| 45 | Réaliser un dessert à base de friandises industrielles                         | 28 mars 2014                        |                                     |
| 46 | Épater des boulangers avec un menu à base de pain rassis                       | 4 avril 2014                        | 17 mai 2014                         |
| 47 | Réaliser un goûter à base de légumes pour les enfants du cirque                | 11 avril 2014                       |                                     |
| 48 | Apprendre à un « nul en cuisine » à réaliser un menu d'exception               | 18 avril 2014                       |                                     |
| 49 | Faire aimer aux enfants des aliments qu'ils détestent                          | 25 avril 2014                       |                                     |
| 50 | Transformer de vieux légumes abimés en plat gastronomique                      | 2 mai 2014                          |                                     |
| 51 | Transformer des plats traditionnels de bistrot en mets gastronomiques          | 9 mai 2014                          |                                     |
| 52 | Réaliser un menu gastronomique uniquement au barbecue                          | 16 mai 2014                         |                                     |
| 53 | Transformer des produits du placard en un repas d'exception pour des étudiants | 23 mai 2014                         |                                     |
| 54 | Réaliser un buffet desserts en un temps record pour une caserne de pompiers    | 30 mai 2014                         |                                     |
| 55 | Reproduire des plats ultra-caloriques en version allégée                       | 6 juin 2014                         |                                     |